# Planta Solar 10

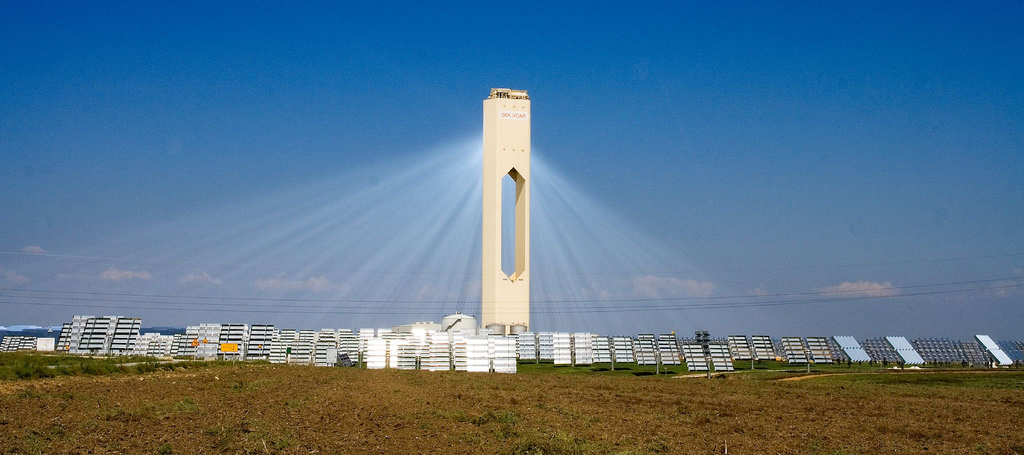
La centrale energetica PS10 da 11 MW produce elettricità dal Sole usando 624 specchi mobili chiamati eliostati

Planta Solar 10 (PS10) è una centrale termosolare costruita a Sanlúcar la Mayor, vicino a Siviglia, in Spagna. Questa centrale elettrica è formata da una torre situata al centro di una pianura coperta da 624 eliostati, essenzialmente specchi, ciascuno con una superficie di ben 120 m2, che riflettono la luce solare verso un punto di fuoco posto in prossimità della sommità della torre. Il calore prodotto dalla concentrazione dei raggi solari riscalda le condutture dell'acqua presenti nella parte superiore della torre trasformando l'acqua in vapore acqueo. Il vapore prodotto permette di erogare fino a 11 MW di potenza elettrica..
Nel 2009 è stato inaugurato l'impianto gemello Planta Solar 20.